# فرح أباد (نائين)
فرح أباد هي قرية في مقاطعة نائين، إيران. عدد سكان هذه القرية هو 6 في سنة 2006.